# Nathalie Griesbeck
Nathalie Griesbeck, née le 24 mai 1956 à Metz, est une femme politique française, membre du Mouvement démocrate (MoDem).
Elle est conseillère générale de la Moselle, pour le canton de Metz-Ville-3, de 1988 à 2015, ainsi que vice-présidente du conseil général de 2011 à 2015. Elle est députée européenne, élue dans la circonscription Est, de 2004 et 2019 ; citée dans l'affaire des assistants parlementaires du Mouvement démocrate au Parlement européen, elle renonce à briguer un nouveau mandat aux élections européennes de 2019. Elle a, depuis, été mise en examen. Un non-lieu est ordonné en 2023.

## Biographie

### Formation
Nathalie Griesbeck a fait ses études au lycée Georges de la Tour à Metz, puis à l’université de Metz, où elle obtient une maîtrise de droit public (1979) avant de réussir, à l’université de Nancy, en étant major de promotion de chacune des promotions, deux diplômes d’études approfondies (DEA), de droit public (1980) et d’histoire du droit (1981). Elle est réserviste citoyenne de  l'armée de l'air.

### Situation professionnelle
Mariée, mère de deux enfants (Ariane et Jean-Étienne) et grand-mère, elle est maître de conférences à l’Université de Metz où elle enseignait le droit public (finances publiques). 

### Carrière politique

#### Conseil municipal de Metz
Plus jeune conseillère municipale de Metz en 1983, elle est, en 1988, élue à une très forte majorité conseillère générale de la Moselle par le canton de Metz 3, le plus important du département. Elle a depuis lors été réélue en 1994 avec 60 % des voix, puis en 2001 avec 70 % des suffrages. 
Élue adjointe au maire en 1987, puis première adjointe en 1995, Nathalie Griesbeck a, jusqu’au terme de l’année 2004, eu en charge plus particulièrement les deux délégations des finances et du développement économique, avec notamment la responsabilité du technopole de Metz et des zones de développement. Elle est également parvenue à redresser l’OPAC de Metz, dont elle a assuré la présidence de 1995 à 2001.
Le 14 novembre 2007, Nathalie Griesbeck a annoncé sa candidature à la mairie de Metz dans le cadre des élections municipales des 9 et 16 mars 2008, où elle obtient 14,69 % des suffrages exprimés (5 289 voix).

#### Conseil général de la Moselle
Présidente de l’association départementale du troisième âge, plus connue sous le nom d’Hôtel de Gournay, et dont l’action s’étend à l’ensemble du département de la Moselle. Rapporteure générale du budget du département de la Moselle de 1998 à 2001, elle y préside, de 2001 à 2004, la commission des affaires sociales, scolaires universitaires et de recherche.
À la suite des élections cantonales de mars 2011, elle a été élue vice-présidente du Conseil général de la Moselle et présidente de la commission Affaires sociales, scolaires, universitaires et de recherche.

#### Parlement européen
Lors des élections européennes de 2004, où elle a conduit la liste UDF pour la circonscription interrégionale du Grand Est, qui compte plus de huit millions d’habitants et regroupe dix-huit départements en cinq régions  — Alsace, Bourgogne, Champagne-Ardenne, Franche-Comté et Lorraine — elle a été élue parlementaire européen avec un score très favorable, notamment en Moselle et plus particulièrement à Metz (plus de 22 %) où elle arrive les deux fois largement en tête de la droite parlementaire, en obtenant 10 points de plus que le candidat de l’UMP, tant et si bien que sa liste a dépassé dans l’ensemble du Grand Est la moyenne nationale de l’UDF et qu’elle est parvenue à faire élire également un second représentant au Parlement européen.
Appelée à choisir entre les différents mandats, elle décide, au terme de l’année 2004, de privilégier sa fonction de députée européenne ainsi que son mandat de conseillère générale de la Moselle, où elle est désormais chargée du logement social. À ce titre, elle vient d’être élue vice-présidente de l’Union des conseillers généraux de France.
Au sein du Parlement européen, elle siège en tant que membre du groupe de l’Alliance des démocrates et des libéraux pour l'Europe (ADLE). Placée en deuxième place de la liste MoDem menée par Jean-François Kahn dans la circonscription Est, elle est réélue députée européenne à la suite des élections européennes de 2009 après le renoncement de Kahn à siéger au Parlement européen. 
À partir de 2009, elle siège au sein des commissions LIBE (Libertés civiles, Justice et Affaires intérieures) et TRAN (Transports et tourisme). Le 20 janvier 2016, le Parlement européen se prononce à une très forte majorité (577 voix pour, 48 contre) en faveur du rapport, conduit par elle, concernant l'application du respect des droits de la défense et de la présomption d'innocence dans toute l’Europe.
Elle emploie à mi-temps comme assistante parlementaire la standardiste du parti, et ce pendant cinq ans. Il s'agit d'un emploi fictif selon France Info.
Le nom de Natalie Griesbeck apparait dans l'affaire des assistants parlementaires du Mouvement démocrate au Parlement européen, qui concerne des soupçons d'emplois fictifs d'assistants parlementaires. Cette affaire compromet sa candidature aux élections européennes de 2019, pour lesquelles elle finit par se retirer, et aux élections municipales de 2020 à Metz.

#### Au sein du Mouvement démocrate
En janvier 2005, François Bayrou lui demande de faire partie du comité exécutif de l’UDF, en lui confiant plus particulièrement la question de la parité.
Le 10 mai 2007, elle fait partie des personnalités qui soutiennent François Bayrou dans la création du Mouvement démocrate.
Elle est membre du Bureau exécutif national du MoDem et membre du « shadow cabinet ». Elle est chargée des libertés et de la Justice.
Pour la campagne présidentielle de 2012, elle figure parmi l'équipe de campagne de François Bayrou.

#### Mouvement européen
Nathalie Griesbeck a été vice-présidente du Mouvement européen-France.

#### Distinctions
Elle est chevalière dans l'ordre des Palmes académiques, dans l'ordre national du Mérite et médaillée de bronze Jeunesse et sports. Depuis le 9 décembre 2024, elle est Chevalier de la Légion d'Honneur